# Windjammers
Windjammers (Flying Power Disc au Japon) est un jeu vidéo d'arcade développé par Data East et édité par SNK en 1994 sur borne d'arcade Neo-Geo MVS, sur console Neo-Geo AES et puis sur Neo-Geo CD en 1995 (NGM 065),,. Le jeu est également sorti sur la Console Virtuelle de la Wii le 22 juin 2010 au Japon uniquement. Un portage sur PlayStation 4 et PlayStation Vita proposant un mode multijoueur en ligne est disponible depuis le 29 août 2017. Une version Nintendo Switch similaire, annoncée courant 2018 lors des finales du tournoi organisé à l'Evolution Championship Series 2018, a été publiée le 23 octobre de cette même année.
Il a pour suite Windjammers 2.

## Système de jeu
Le jeu consiste en un duel sportif au frisbee sur un terrain rectangulaire, hybride entre un court de tennis et une aire de volley-ball.
Les joueurs sont séparés par un filet au-dessus duquel ils doivent tour à tour renvoyer le disque dans le but d'atteindre une des trois cages de fond de cours derrière l'adversaire pour marquer des points. Le nombre de points engrangé lors d'une marque (trois ou cinq) est fonction de la position de la cage atteinte. Lorsque le frisbee termine sa course au sol, à la suite d'un lob par exemple, le dernier lanceur marque deux points. Le match se joue en deux sets gagnants. Une manche est remportée soit par le premier joueur marquant douze points, soit par le joueur arborant le score le plus élevé à l'issue du temps réglementaire (30 secondes par défaut).
Le jeu présente une certaine analogie avec les jeux de combats, de par ses aspects vindicatifs, volontairement irréalistes et caricaturaux, par exemple l'attitude tour à tour belliqueuse ou moqueuse des sportifs. Chaque personnage peut notamment, grâce à une manipulation adéquate à la suite d'une bonne réception, produire un lancer exceptionnel sous forme de coup spécial, enflammant parfois le disque à l'instar de NBA Jam et le rendant très difficile à intercepter pour l'adversaire.
Bien que relativement facile à prendre en main (le jeu ne nécessite qu'une commande directionnelle et deux boutons), Windjammers propose un gameplay subtil dont l'exploration allonge considérablement sa durée de vie.
En mode arcade, le joueur dispute une série de matches à travers la planète pour tenter de remporter le titre suprême de champion du monde. La diversité des surfaces rappelle les grandes séries de tournois au tennis : terre battue, gazon, synthétique, ciment ou… sable. Les affrontements sont parfois ponctués de niveaux bonus consistant à lancer le frisbee le plus loin possible ou bien à s'en servir comme d'une boule de bowling.

## Personnages
Il y a six protagonistes dans Windjammers, chacun présentant des capacités différentes imposant au joueur d'adapter son style de jeu. Il est ainsi plus aisé de se replacer pour la réception avec un personnage rapide et peu puissant, mais opérer une bonne relance devient indubitablement plus complexe.
Les personnages jouables sont, par ordre croissant de puissance et décroissant de vitesse :
- Hiromi Mita (Japon) ;
- Steve Miller (Royaume-Uni), ou Beeho Yoo (Corée) selon les versions ;
- Jordi Costa (Espagne) ;
- Loris Biaggi (Italie) ;
- Gary Scott (États-Unis) ;
- Klaus Wessel (Allemagne).

## Accueil
À la sortie du jeu au format Neo-Geo AES au printemps 1994, la presse française souligne son originalité et le plaisir qu'il procure mais déplore un manque de contenu qui, ramené au prix de la cartouche (près de 1 500 francs à l'époque, soit environ 230 euros), force les journalistes à la réserve quant à l'achat du titre. 
Dans les salles d'arcade, le jeu est eclipsé notamment par les jeux de combat dont le tout nouveau Super Street Fighter II Turbo. Là encore, si Windjammers séduit au premier abord, nombreux sont les joueurs à s'arrêter après quelques parties sans remettre une nouvelle pièce dans la borne : le temps de jeu limité par défaut à 30 secondes ou 12 points maximum en occident (45 secondes et 15 points au Japon) est rédhibitoire et n'incite pas à explorer les possibilités du jeu.